# Dwoista
Dwoista či Dwoista Baszta, v českém překladu Dvojitá bašta, je vápencová skalní formace (dvě skalní věže) ve skalách Skały Kroczyckie v přírodní rezervaci Góra Zborów a krajinném parku Park Krajobrazowy Orlich Gniazd. Nachází se v geomorfologickém podcelku Wyżyna Częstochowska (Čenstochovská jura) patřící do pohoří Wyżyna Krakowsko-Częstochowska (Krakovsko-čenstochovská jura) na katastru obce Podlesice ve gmině Kroczyce v okrese Zawiercie ve Slezském vojvodství v jižním Polsku.

## Další informace
Dwoista jsou dvě skalní věže, které se nachází poblíže severozápadního úpatí Góry Zborów. Pod skalou se nachází vstup do veřejně přístupné jeskyně Jaskinia Głęboka. Dvoistá je také místem těžby vápence a islandského kalcitu, kdy těžba probíhala před, během a po druhé světové válce. Místo je také populárním horolezeckým terénem. Výška věží je cca 15 m. K místu také vede naučná stezka Ścieżka Przyrodnicza Rezerwat Przyrody Góra Zborów. Místo je nejlépe přístupné ze správního střediska a muzea Centrum Dziedzictwa Przyrodniczego i Kulturowego Jury (Centrum přírodního a kulturního dědictví Jury) na parkovišti u vesnice Podlesice.
V blízkosti se nachází skalní formace Kruk a Sadek.

## Galerie

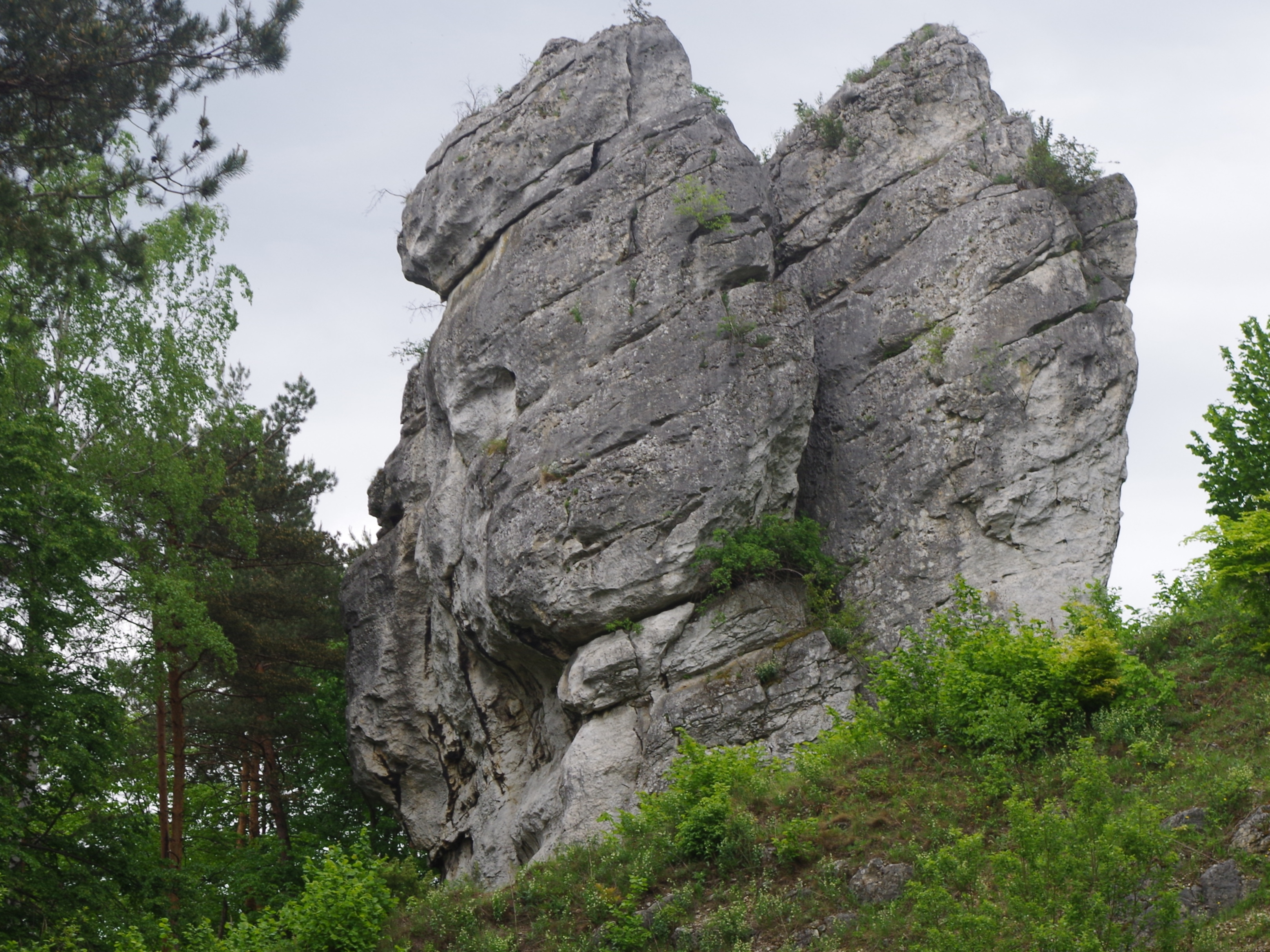
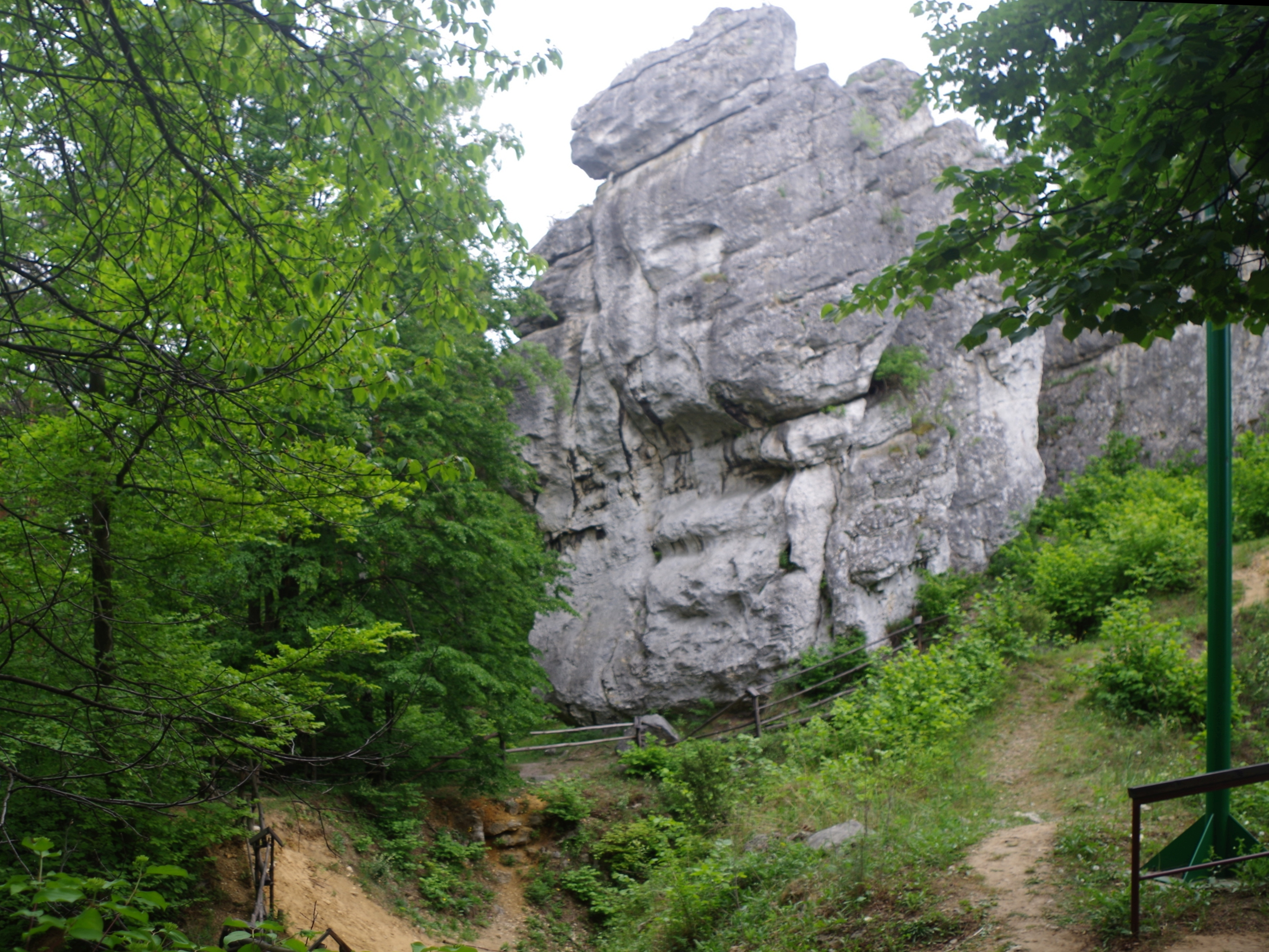